# Benque Viejo del Carmen
Benque Viejo del Carmen är en ort i Belize. Den ligger i distriktet Cayo, i den centrala delen av landet, 40 kilometer väster om huvudstaden Belmopan. Benque Viejo del Carmen ligger 89 meter över havet och antalet invånare är 7 092.
Terrängen runt Benque Viejo del Carmen är platt åt nordväst, men åt sydost är den kuperad. Benque Viejo del Carmen ligger nere i en dal. Närmaste större samhälle är San Ignacio, 10,7 kilometer nordost om Benque Viejo del Carmen.
I omgivningarna runt Benque Viejo del Carmen växer i huvudsak städsegrön lövskog. Runt Benque Viejo del Carmen är det glesbefolkat, med 10 invånare per kvadratkilometer.